# نیو ئی‌اس۸
نیو ئی‌اس۸ (به انگلیسی: NIO ES8) یک خودروی اس‌یووی ۷ سرنشینهٔ تماماً برقی است که توسط شرکت نیو تولید می‌شود. این خودرو اولین اس‌یووی این شرکت است و در ماه ژوئن سال ۲۰۱۸ به بازار چین عرضه شد.

## تحقیق و توسعه
شرکت نیو این خودرو را هزاران مایل در یاکشی مغولستان داخلی تست کرد تا درک صحیحی از دوام و عملکرد این خودرو داشته باشد.
تولید این خودرو ار ژوئن ۲۰۱۸ آغاز شد. قیمت این خودرو در آن زمان چیزی حدود ۶۵,۰۰۰ دلار آمریکا بود. موتور این خودرو توسط شرکت تاتا تکنولوژی ساخته شده‌است. در ساخت این خودرو، شرکت نیو از بوش کمک گرفته‌است.

## مشخصات کلی
ئی‌اس۸ از یک باتری یون‌لیتیم بهره می‌برد که می‌توان آن را تعویض کرد.
ئی‌اس۸ یک خودروی اس‌یووی اندازهٔ متوسط ۷ سرنشینه است که فاصل بین دو محور آن ۲٬۹۹۷ میلیمتر (۱۱۸ اینچ) و طول آن ۵٬۰۲۲ میلیمتر (۱۹۸ اینچ) است. بدنه و شاسی‌اش کاملاً از جنس آلومینیوم است و در حالت عادی به صورت خودروی چهارچرخ محرک است و دارای سیستم تعلیق بادی است. این خودرو پس از شارژ می‌تواند ۵۰۰ کیلومتر (۳۱۰ مایل) راه برود.

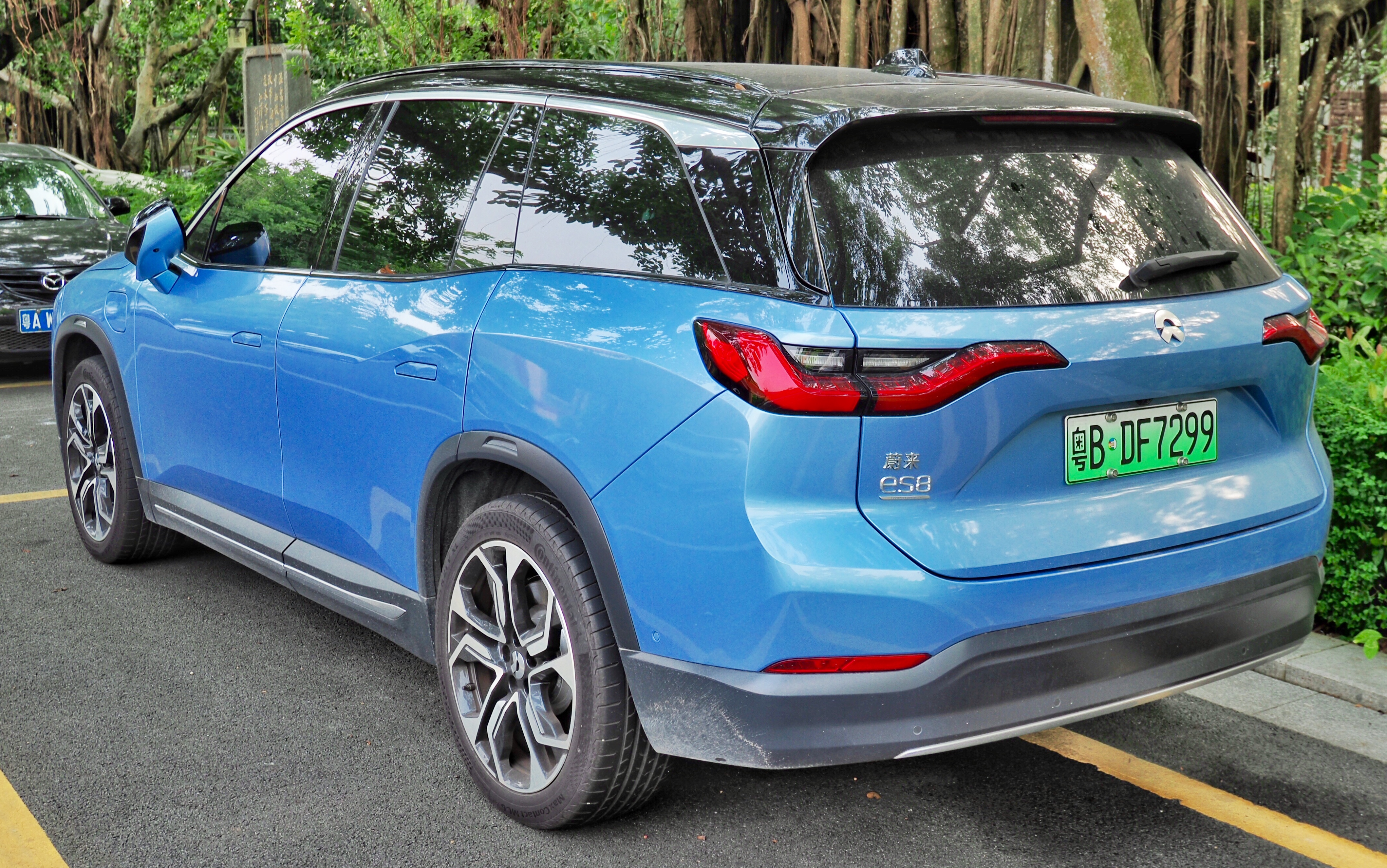
نمای عقب